# Óscar de Jesús Vargas
Óscar de Jesús Vargas (23 maart 1964) is een Colombiaans wielrenner.

## Levensloop en carrière
Vargas werd prof in 1985. In 1986 won de klimmer de Subida a Urkiola. Vooral in de Ronde van Spanje kwamen zijn klimcapaciteiten van pas. Hij eindigde tweemaal in de top vijf. In de Ronde van Frankrijk kon hij nooit potten breken. 
Sinds 2015 is hij ploegleider van het Manzana Postobón Team.

## Resultaten in voornaamste wedstrijden
| Jaar | Ronde van Italië | Ronde van Frankrijk | Ronde van Spanje |
| ---- | ---------------- | ------------------- | ---------------- |
| 1987 |                  | opgave              | 5e               |
| 1988 |                  |                     | opgave           |
| 1989 |                  |                     | ↑                |
| 1990 |                  | 38e                 | opgave           |
| 1991 |                  | 48e                 | opgave           |
| 1992 |                  | 24e                 | 45e              |